# Vlaamse Studentenkring der Roeiers
VSR, voor Vlaamse Studentenkring der Roeiers, is een roeivereniging voor studenten in de Belgische stad Gent.
VSR is in 2011 opgericht en is een groep van studerende roeiers die zoeken naar manieren om hun amateursport te verankeren in het gewest. Met erkenning binnen het Belgische roeien willen ze de activiteiten uitbreiden en het Vlaams-Belgische studentenroeien een plaats geven in het vele buitenland waarover hun thuisland beschikt.

## Situering
De Universiteit Gent heeft steeds naar een link gezocht tussen de plaatselijk roeisport en haar studenten. Er waren in het verleden pogingen en zelfs kortstondige successen, maar deze waren steeds van relatief korte duur. De laatste opflakkering was die van StudentenRoeien Gent die zes jaar de ambitie heeft gekoesterd om met een autonome club, vanuit de eerste kennismaking met de roeisport van eerstejaarsstudenten iets uit te bouwen. Er werd aan de Nationale Slotwedstrijden op de Amsterdamse Bosbaan deelgenomen met zilver als resultaat en ook op het NOOC Openingstoernooi in Tilburg. Maar de aanpak was nog te studentikoos om voor de universiteit voldoende uitstraling te bieden. De recreatief geworden vereniging is vandaag niet meer actief. De VSR roeiers werden gevormd binnen de burgerverenigingen. Ze studeerden aan de Associatie Universiteit Gent. 
Vandaag hebben de studerende roeiers toegang tot alle roeiclubs van Oost Vlaanderen.

## Studentenroeien in Europa
In Nederland en Engeland zijn veel roeiers in hun studententijd begonnen met boordroeien, in de acht en de vier, na dikwijls andere sporten op soms hoog niveau te hebben beoefend. In andere landen aangesloten bij de FISA, de Internationale Roeibond, in de  landen op het Europees continent begint men doorgaans bij de aanvang, rond 12 tot 15 jaar, in de skiff of de dubbeltwee.